# Frederica von Stade
Frederica von Stade (Somerville, Nueva Jersey, 1 de junio de 1945) es una mezzosoprano estadounidense.
Fue condecorada con la Legión de Honor francesa y la Medalla de las Artes del gobierno estadounidense.

## Trayectoria

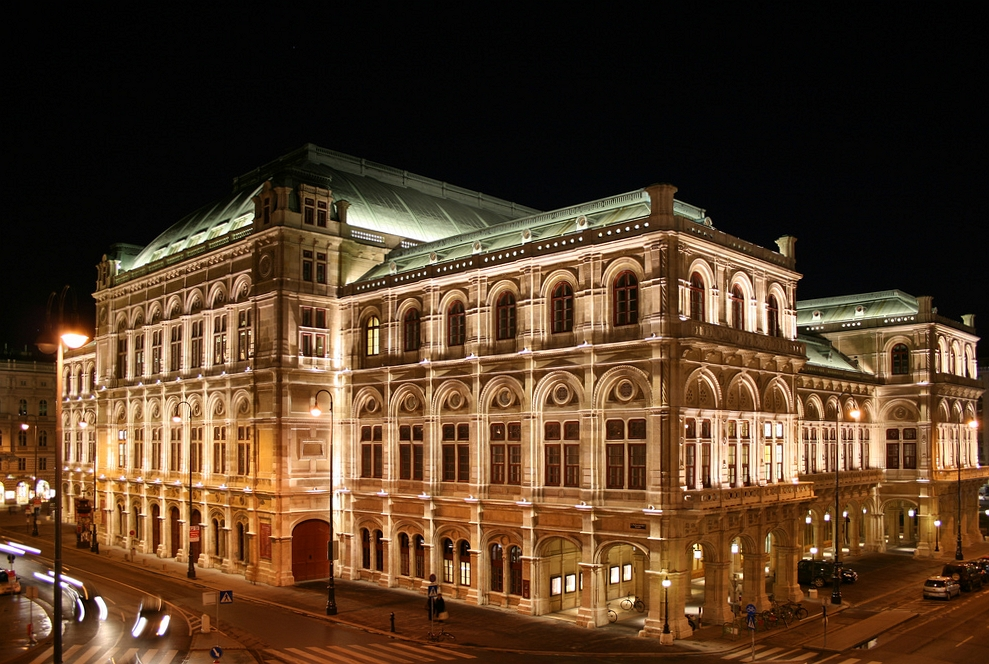
La Ópera Estatal de Viena, donde Frederica von Stade fue Charlotte en la opera Werther (1987).

Cursó estudios en el Colegio del Sagrado Corazón en Washington D. C. con estadías europeas en Francia, Italia y Grecia. En el Mannes College of Music de Nueva York estudió con Paul Berl, Otto Guth y el austríaco Sebastian Engelberg, su mentor.
Su debut se produjo en el Metropolitan Opera de Nueva York el 10 de enero de 1970 como uno de los geniecillos de La flauta mágica. En ese teatro cantó en 303 representaciones entre 1970 y 2006.
En 1971 triunfó como Cherubino de Las bodas de Fígaro en la Ópera de Santa Fe en Santa Fe (Nuevo México). Con Cherubino  y otros personajes de Mozart -Dorabella, Idamante, Sesto- conquistó los más importantes teatros, recordándose su participación en Las bodas de Fígaro en  el Festival de Glyndebourne y en París dirigida por Georg Solti y Giorgio Strehler junto a Lucia Popp y José van Dam en 1974 - y con los que frecuentemente se la asocia al igual que en otros papeles travesti de muchachitos cantados por mezzosopranos como Octavian (Der Rosenkavalier) y Hansel (Hansel y Gretel'').
En 1980 realizó una interpretación en el Teatro Colón de Buenos Aires como Sesto en La clemenza di Tito de Mozart. Regresó al Colón en 1999 y 2001 para Pelleas et Melisande y La viuda alegre y ofreció recitales en 1995, 1999 y 2012.
Como especialista en el estilo del bel canto, Frederica von Stade ha ganado prestigio en los más exigentes papeles de Rossini, en especial los de sus óperas El barbero de Sevilla y La Cenerentola, así como la versión para mezzosoprano de  La sonnambula de Vincenzo Bellini.  
Notable intérprete del repertorio francés, brilla como Melisande (Pelléas et Mélisande) - el Metropolitan Opera festejó sus veinticinco años de carrera dedicándole una nueva producción -,  Charlotte (Werther), Margarita (La Damnation de Faust), El niño y los sortilegios y La hora española de Ravel  y en los roles titulares de Cendrillon y  Chérubin de Massenet. En los últimos años se ha destacado en operetas de Offenbach como La gran duquesa de Gerolstein.
La ópera contemporánea la ha visto como Tina (escrito para ella por Dominick Argento), personaje de la ópera The Aspern Papers (basada en la novela de Henry James); en La gaviota de Pasatieri (1974), The Dangerous Liasons de Conrad Sousa en la Ópera de San Francisco y el papel de la Señora De Rocher en Dead Man Walking de Jake Heggie (2000). En 2008 estrenó la parte de "Madeline" de la ópera Last Acts que el compositor compuso para ella.
Eminente en la sala de conciertos y recitales con el ciclo de canciones orquestales Les nuits d'eté de Berlioz, los Cantos de Auvernia de Joseph Canteloube, lieder de Franz Joseph Haydn, Wolfgang Amadeus Mozart, Schubert, Schumann, Poulenc, Satie y canciones contemporáneas  populares del repertorio americano por el que tiene particular empatía. Sus grabaciones de clásicos de Broadway como The Sound of Music y la versión integral de Show Boat de Jerome Kern son referenciales.
En 1999, Frederica von Stade encargó al compositor Richard Danielpour la obra Elegies en tributo a su padre, el teniente Charles von Stade, que murió el 10 de abril de 1945, un mes y medio antes que ella naciera. 
Por su ductilidad interpretativa ha sido requerida por importantes directores de escena como Giorgio Strehler, Jorge Lavelli, Jonathan Miller y Jean Pierre Ponnelle y directores de orquesta como Claudio Abbado, Herbert von Karajan, Seiji Ozawa, Leonard Bernstein, James Levine y Michael Tilson Thomas destacándose en oratorios y misas de Mozart y Haydn y en ciclos de canciones con orquesta y la Sinfonía 4 de Gustav Mahler.  
En 1990 cantó un memorable concierto en homenaje a Mozart en Alemania, junto a su compatriota Arleen Augér, y el tenor Frank Lopardo y el bajo Cornelius Hauptmann dirigidos por Leonard Bernstein.
Frederica von Stade cantó en la ceremonia de apertura de los Juegos Olímpicos de Invierno de Salt Lake City en 2002 y es invitada a menudo a programas de la televisión estadounidense.
Se retiró formalmente en mayo del 2010 de la plataforma de conciertos con un recital en Carnegie Hall y en Chicago y del escenario lírico en 2010-11 con Three Decembers, ópera que Jake Heggie le compuso especialmente.

## Vida privada
En 1973 se casó en primeras nupcias con Peter Elkus con quien tuvo dos hijas, se divorció en 1990 situación que motivó un sonado caso de litigio por parte de Elkus y que hoy se estudia en alguna facultad de Derecho estadounidenses como el caso Elkus v. Elkus (572 N.Y.S.2d 901 N.Y. App. Div. 1991) 
Casada con Michael Gorman reside en Alameda el área metropolitana de San Francisco, California, donde apoya grupos artísticos locales.

## Honores
El gobierno francés la nombró oficial de la Orden de las Artes y las Letras de la Legión de honor y en 1983, el presidente Ronald Reagan le entregó la Medalla de las Artes en la Casa Blanca en recompensa por su contribución a las artes, siendo uno de los primeros cinco receptores de tal honor.

## Grabaciones
Ha grabado más de sesenta discos entre óperas completas, música sacra, recitales, obras sinfónicas y canciones populares. 
Sus discos le han valido seis nominaciones para los premios Grammy, dos para el Grand Prix du Disque, una para los Deutsche Schallplattenpreis y un Premio della Critica Discográfica italiana.

### Opera
- Amaranta in Haydn's La fedeltà premiata, with conductor Antal Dorati, Decca 1976.
- Annio in Mozart's La clemenza di Tito, with conductor Sir Colin Davis, Philips 1976.
- Octavian in R. Strauss' Der Rosenkavalier, with conductor Edo de Waart, Philips 1976.
- Frédéric in Thomas' Mignon, with conductor Antonio de Almeida, CBS 1977.
- Lisetta in Haydn's Il mondo della luna, with conductor Antal Dorati, Decca 1978.
- Cherubino in Mozart's Le nozze di Figaro, with conductor Herbert von Karajan, Decca 1978.
- Dorabella in Mozart's Così fan tutte, with conductor Alain Lombard, Erato 1978.
- Desdemona in Rossini's Otello, with conductor Jesús López-Cobos, Philips 1978.
- Cendrillon in Massenet's Cendrillon, with conductor Julius Rudel, CBS 1978.
- Hänsel in Humperdinck's Hänsel und Gretel, with conductor Sir John Pritchard, CBS 1978.
- Mélisande in Debussy's Pelléas et Mélisande, with conductor Herbert von Karajan, EMI 1978.
- Penelope in Monteverdi's Il ritorno d'Ulisse in patria, with conductor Raymond Leppard, CBS 1980.
- Iphise in Rameau's Dardanus, with conductor Raymond Leppard, Erato 1980.
- Charlotte in Massenet's Werther, with conductor Sir Colin Davis, Philips 1980.
- Cherubino in Mozart's Le nozze di Figaro, with conductor Sir Georg Solti, Decca 1981.
- Marguérite in Berlioz' La damnation de Faust, with conductor Sir Georg Solti, Decca 1981.
- Angelina in Rossini's La Cenerentola, with conductor Claudio Abbado, La Scala 1981. [1]
- Chérubin in Massenet's Chérubin, with conductor Pinchas Steinberg, RCA 1991.
- Mrs. Patrick de Roucher in Heggie's Dead Man Walking, with conductor Patrick Summers, Virgin Classics 2011.

### Musicales
- Magnolia Hawks and Kim in Kern's Show Boat, with conductor John McGlinn, EMI 1988.
- Claire in Bernstein's On the Town, with conductor Michael Tilson Thomas, Deutsche Grammophon 1992.
- Frederica Von Stade Sings Brubeck [Across Your Dreams], with Chris Brubeck and Bill Crofut, Telarc 1996.

### Conciertos
- Haydn: Harmonie-Messe Hob. XXII:14, with conductor Leonard Bernstein, CBS 1975.
- Mozart: Missa solemnis KV 139 (Waisenhaus-Messe), with conductor Claudio Abbado, Deutsche Grammophon 1976.
- Mahler: Symphony No. 4 in G Major, with conductor Claudio Abbado, Deutsche Grammophon 1977.
- Mozart: Grosse Messe KV 427, with conductor Leonard Bernstein, Deutsche Grammophon 1990.
- Mendelssohn: A Midsummer Night's Dream op. 61, with conductor Seiji Ozawa, Deutsche Grammophon 1992.
- Mahler: Symphony No. 4 in G Major, with conductor Yoel Levi, Telarc 1999.
- The Wonder of Christmas with the Mormon Tabernacle Choir, (2006).

### Recitales
- Arias and Duets by Brahms, Chausson, Mozart, Saint-Saëns, A. Scarlatti, Schubert and Schumann, with Judith Blegen (Soprano), CBS 1975.
- Frederica von Stade sings Mozart and Rossini Arias, with conductor Edo de Waart, Philips 1976.
- French Opera Arias: Arias by Berlioz, Gounod, Massenet, Meyerbeer, Offenbach and Thomas,with conductor Sir John Pritchard, CBS 1976.
- Italian Opera Arias: Arias by Broschi, Leoncavallo, Monteverdi, Paisiello and Rossini, with conductor Mario Bernardi, CBS 1978.
- Mahler: Orchestral Songs (Lieder eines fahrenden Gesellen, Rückert-Lieder, two songs from Des Knaben Wunderhorn), with conductor Andrew Davis, CBS 1978.
- Song Recital: Songs by Canteloube, Dowland, Debussy, Carol Hall, Liszt and Purcell, with pianist Martin Katz, CBS 1978.
- Canteloube: Chants d'Auvergne, with conductor Antonio de Almeida, CBS 1979.
- Ravel: Shéhérazade, Chansons madécasses, Mélodies populaires grecques and Mélodies hebraïques, with conductor Seiji Ozawa, CBS 1981.
- Berlioz: Les Nuits d'été, op. 7 / Debussy: La Damoiselle élue, with conductor Seiji Ozawa, CBS 1983.
- Fauré: Mélodies, with pianist Jean-Philippe Collard, EMI 1983.
- Frederica von Stade sings Monteverdi & Cavalli, with conductor Raymond Leppard, Erato 1985.
- Liederabend: Songs by Canteloube, Copland, Faurè, Ives, Mahler, Pasatieri, Schönberg and R. Strauss, with pianist Martin Katz, Orfeo (live recording from the Salzburg Festival, August 18, 1986).
- My Funny Valentine: A Rodgers & Hart Anthology, with conductor John McGlinn, EMI 1989.
- Debussy: Mélodies, with pianist Dalton Baldwin, EMI 1991.
- Offenbach: Arias and Overtures, with conductor Antonio de Almeida, RCA 1994.
- Bernstein: Arias and Barcaroles, with conductor Michael Tilson Thomas, Deutsche Grammophon 1996.
- Across Your Dreams: Frederica von Stade sings Brubeck, Telarc 1996.
- The Faces of Love: The Songs of Jake Heggie, with the composer as pianist, RCA 1999.
- Recital: Gustav Mahler's Lieder eines fahrenden Gesellen, songs by Charles Ives, Francis Poulenc, Benjamin Britten, etc., with the pianist Martin Isepp, Gala 1999.

### Frederica von Stade en DVD
- Cherubino in Mozart's Le nozze di Figaro, with conductor Sir John Pritchard, live performance at the Glyndebourne Festival 1973, DVD 2001.
- Angelina in Rossini's La Cenerentola, with conductor Claudio Abbado, operatic film 1981 (director: Jean-Pierre Ponnelle), DVD Deutsche Grammophon. [2]
- Idamante in Mozart's Idomeneo, with conductor James Levine, live performance at the Metropolitan Opera 1982, DVD Deutsche Grammophon.
- Hansel in Humperdinck's Hansel and Gretel, with conductor Thomas Fulton, live performance at the Metropolitan Opera 1982, DVD Deutsche Grammophon.
- Mozart: Grosse Messe KV 427, with conductor Leonard Bernstein, live concert performance 1990, DVD Deutsche Grammophon.